# Diboké
Diboké  è una città e sottoprefettura della Costa d'Avorio appartenente al dipartimento di Bloléquin. Contava una popolazione di 6 168 abitanti nel censimento del 2014.